# Gare de Beillant
Gare de Beillant vasútállomás Franciaországban, Saint-Sever-de-Saintonge településen.

## Vasútvonalak
Az állomást az alábbi vasútvonalak érintik:
- Chartres–Bordeaux-vasútvonal
- Beillant-Angoulême-vasútvonal

## Kapcsolódó állomások
A vasútállomáshoz az alábbi állomások vannak a legközelebb:
- Gare de Saintes
- Gare de Pons
- Gare de Cognac